# Manchester (Maryland)
Manchester é uma cidade  localizada no estado americano de Maryland, no Condado de Carroll.

## Demografia
Segundo o censo americano de 2000, a sua população era de 3329 habitantes.
Em 2006, foi estimada uma população de 3574, um aumento de 245 (7.4%).

## Geografia
De acordo com o United States Census Bureau tem uma área de
5,0 km², dos quais 5,0 km² cobertos por terra e 0,0 km² cobertos por água. Manchester localiza-se a aproximadamente 310 m acima do nível do mar.

## Localidades na vizinhança
O diagrama seguinte representa as localidades num raio de 20 km ao redor de Manchester.